# Ток (Днепропетровская область)
Ток (укр. Тік) — посёлок,
Токовский сельский совет,
Апостоловский район,
Днепропетровская область,
Украина.
Код КОАТУУ — 1220389303. Население по переписи 2001 года составляло 231 человек.

## Географическое положение
Посёлок Ток находится на расстоянии 2,5 км от села Червоный Ток и 3 км от посёлка Токовское.
Через посёлок проходит железная дорога, станция которой также называется Ток. Для проезда автотранспорта на станции существует железнодорожный переезд 58-го км участка Кривой Рог — Запорожье.